# Cristian Ignat
Cristian Ignat (n. 29 ianuarie 2003, Chișinău, Republica Moldova) este un fotbalist moldovean și român, care joacă pe post de fundaș la Rapid în SuperLiga României. Pe plan internațional, are prezențe la națională pentru România Sub-21.
Ignat a debutat în Liga I la 14 decembrie 2022 pentru Rapid București într-un meci cu Petrolul Ploiești.
Născut în Republica Moldova, Ignat a ales să reprezinte România în fotbalul internațional. A debutat la echipa națională a României sub-21 de ani în 2023, într-un meci contra Albaniei.